# Jurij Aleksandrow (hokeista)
Jurij Aleksandrowicz Aleksandrow (ros. Юрий Александрович Александров; ur. 24 czerwca 1988 w Czerepowcu) – rosyjski hokeista, reprezentant Rosji.

## Kariera
- Siewierstal 2 Czerepowiec (2003-2005)
- Siewierstal Czerepowiec (2005-2010)
- Ałmaz Czerepowiec (2010)
- Providence Bruins (2010-2011)
- SKA Sankt Petersburg (2011)
- Awangard Omsk (2011-2012)
- SKA Sankt Petersburg (2012-2015)
- Awangard Omsk (2015-2016)
- HK Soczi (2015-)

Wychowanek Siewierstali Czerepowiec. Od sierpnia 2011 zawodnik SKA Sankt Petersburg, związany dwuletnim kontraktem. W drafcie NHL w 2006 wybrany pierwotnie przez klub Boston Bruins, który w marcu 2012 roku przekazał prawa do zawodnika klubowi New York Islanders. W kwietniu przedłużył kontrakt ze SKA. Od połowy 2013 związany dwuletnim kontraktem. Od sierpnia 2015 ponownie zawodnik Awangardu (w toku wymiany za prawa do Aleksandra Chochłaczowa). Od października 2016 zawodnik HK Soczi.

## Sukcesy
Reprezentacyjne
- Srebrny medal mistrzostw świata juniorów do lat 18: 2007
- Brązowy medal mistrzostw świata juniorów do lat 18: 2008

Klubowe
- Puchar Kontynentu: 2013 ze SKA Sankt Petersburg
- Brązowy medal mistrzostw Rosji: 2013 ze SKA Sankt Petersburg
- Złoty medal mistrzostw Rosji: 2015 ze SKA Sankt Petersburg
- Puchar Gagarina – mistrzostwo KHL: 2015 ze SKA Sankt Petersburg

Indywidualne
- KHL (2012/2013): czwarte miejsce w klasyfikacji +/- w sezonie zasadniczym: +25
- KHL (2015/2016): najlepszy obrońca - ćwierćfinały konferencji[7]